# デュデンの侵寇
デュデンの侵寇は、ジョチ・ウルスのトデゲン（ルーシの年代記ではデュデンと記される）が、1293年に北東ルーシ（ウラジーミル大公国領）に侵攻した出来事に対する、ロシア史上の呼称である。
年代記よにれば、ゴロデツ公アンドレイ、ヤロスラヴリ公フョードル(ru)、ウグリチ公コンスタンチン(ru)、ベロオゼロ公ミハイルはデュデンの軍勢に加わった。一方、ウラジーミル大公兼ノヴゴロド公ドミトリー、モスクワ公ダニール、トヴェリ公ミハイル、モジャイスク公スヴャトスラフ、プスコフ公ダウマンタスらが防戦に当たった。デュデンの軍は14の都市を占領、破壊した。

## 経緯
一説によれば、デュデンの侵寇は、アレクサンドル・ネフスキーの死後にその相続を争ったドミトリーとアンドレイ兄弟による闘争(ru)の過程において、アンドレイが呼び寄せたものであり、また一説によれば、ジョチ・ウルスのハン・トクタが、北東ルーシにおけるノガイの影響力の減退を狙ったものであるとみなされている。
デュデンの軍は、北東ルーシの中心的都市であったウラジーミル、ユーリエフ・ポリスキー、ペレヤスラヴリ・ザレスキーをはじめ、ムーロム、コロムナ、ドミトロフ、スーズダリ、ウグリチ、モスクワ、モジャイスク、ヴォロコラムスクなどの諸都市を占領した（年代記は14の都市と記しているが、具体的に記されているのは上記の11都市）。諸都市の難民はトヴェリへと逃れた。なお、デュデンとゴロデツ公アンドレイの軍勢は、トヴェリへの攻撃は差し控えている。『シメオノフ年代記(ru)』には、トヴェリの人々が身分を越えて団結して防戦に当たろうとしていたところに、トヴェリ公ミハイルが帰還したため、デュデンとアンドレイは進軍を取りやめたと記されている。
侵略を受け、ウラジーミル大公ドミトリーはプスコフへと逃れた。またドミトリーの所領であったノヴゴロドのボヤーレたちはドミトリーへの支援を拒み、彼の家族をラドガで捕らえた。ロシアの歴史家は、デュデンの侵寇を、モンゴルのルーシ侵攻以来最大の壊滅的侵略であったとみなしている。また、この侵略は、人口の、ウラジーミル大公国の中心部から周縁部のトヴェリやモスクワ、シェクスナ川沿いなどへの流出を引き起こしたとみなしている。